# Arthur Zborzil
Arthur Zborzil, né le 15 juillet 1885 à Vienne et mort dans la même ville le 15 octobre 1937, est un sportif autrichen, médaillé d'argent en tennis aux Jeux olympiques de 1912.

## Biographie
Fils d'un télégraphiste, Arthur Zborzil étudie le droit à l'université de Vienne jusqu'en 1908 et devient docteur en sciences juridiques (Dr. iur.) en 1911 et exerce comme avocat. Sportif pluridisciplinaire, il excellait en tennis, hockey sur gazon, escrime et danse sur glace.
Représentant le Vienne AC, il fait une première apparition sur la scène internationale lors des Jeux olympiques de 1908 à Londres, étant défait au second tour du tournoi de tennis par l'Allemand Moritz von Bissing.
Arthur Zborzil reste connu pour avoir été médaillé d'argent dans l'épreuve de double messieurs de tennis en 1912 à Stockholm avec Felix Pipes. Profitant de l'absence des meilleurs joueurs européens en raison de la concurrence du tournoi de Wimbledon qui se joue en même temps, ils éliminent des paires suédoises et françaises avant de s'incliner face aux sud-africains Harold Kitson et Charles Winslow. En simple, il est quart de finaliste après avoir battu le Suédois Curt Benckert et les Tchécoslovaques Karel Fuchs et Josef Šebek. Il est finalement éliminé par Oskar Kreuzer.
Au niveau national, il est champion d'Autriche en 1921. Il compte également plusieurs victoires dans le championnat de hockey sur gazon.
Au sein de son club, il a été organisateur de compétitions sportives, entraîneur et détecteur de jeunes talents. Membre de longue date du conseil d'administration de l'Association autrichienne de lawn-tennis, il a à ce titre représenté l'Autriche lors de la création de la Fédération internationale de tennis à Paris en 1913.
Zborzil meurt à seulement 51 ans après une longue maladie.

## Palmarès (partiel)

### Finale en double messieurs
| No | Date       | Nom et lieu du tournoi          | Catégorie     | Surface      | Vainqueurs                      | Partenaire  | Score              |          |
| -- | ---------- | ------------------------------- | ------------- | ------------ | ------------------------------- | ----------- | ------------------ | -------- |
| 1  | 28-06-1912 | Jeux olympiques d'été Stockholm | J. olympiques | Terre (ext.) | Harold Kitson · Charles Winslow | Felix Pipes | 4-6, 6-1, 6-2, 6-2 | Parcours |